# Meris paradoxa
Meris paradoxa är en fjärilsart som beskrevs av Frederick H. Rindge 1981. Meris paradoxa ingår i släktet Meris och familjen mätare. Inga underarter finns listade i Catalogue of Life.